# Хлопковое дерево (Фритаун)
Хлопковое Дерево (англ. Cotton Tree; также известное как капок) — исторический символ Фритауна, столицы Сьерра-Леоне. Согласно легенде, в 1792 году рабы, сражавшиеся на стороне британских войск в войне за независимость США и получившие свободу, основали на этом месте поселение, позже ставшее современным Фритауном. По названию земли, откуда они прибыли, их назвали «новыми шотландцами». Вернувшись в Сьерра-Леоне из Новой Шотландии, они основали Фритаун 11 марта 1792 года.

## История
Впервые люди стали высаживаться на берег, шли к дереву прямо над заливом и проводили здесь службы по случаю дня благодарения, собираясь помногу возле дерева, молились и пели псалмы, воздавая хвалу Господу за своё освобождение.
Точный возраст дерева неизвестен, предполагают, что оно существует с 1787 года.
Данное дерево является старейшим хлопковым деревом в Сьерра-Леоне.
Расположено возле здания верховного суда, клуба и национального музея.
24 мая 2023 года буря повалила дерево, уцелела только нижняя часть ствола.